# میرزا تاجر اصفهانی
میرزا تاجر اصفهانی از ۲۲ ذیقعده ۱۳۲۵ (دی ۱۲۸۶) نماینده تجار تبریز در نخستین دوره مجلس شورای ملی بود.